# Dina Sfat
Dina Kutner de Souza, más conocida como Dina Sfat (São Paulo, 28 de agosto de 1939 - Río de Janeiro, 20 de marzo de 1989), fue una actriz brasileña.

## Biografía
Hija de inmigrantes polacos de origen judío, Dina siempre quiso ser una artista. Hizo su debut en el teatro en 1962 en un pequeño papel en la obra Antígone América, dirigida por Antonio Abujamra. De ahí saltó al teatro amateur en un grupo estudiantil del centro académico de la carrera de Ingeniería en la Universidad Mackenzie.
De esa experiencia surgió su contacto con el grupo Teatro de Arena, donde debutó profesionalmente representando el personaje de Manuela en Os fuzis da senhora Carrar (‘Los fusiles de la señora Carrar’), de Bertolt Brecht.
En ese grupo conoció a su esposo, el actor Paulo José.
Durante el golpe militar de 1964 presenció el encarcelamiento de sus amigos actores y directores y vivenció la fuerte censura sobre los artistas en ese período.
La actriz se convirtió en una revelación y cambió su nombre artístico a Dina Sfat, en honor a la ciudad natal de su madre.
Participó en exposiciones importantes en los años sesenta en São Paulo.
En 1965 ganó el premio Gobernador del Estado a la mejor actriz por su actuación en Arena Conta Zumbi, un musical de Augusto Boal y Gianfrancesco Guarnieri. Se mudó a Río de Janeiro, donde trabajó en la obra O Rei da Cidade.
En 1966 debuta en el cine con Corpo ardente, dirigida por Walter Hugo Khouri. Se consagró representando a la guerrillera Cy en Macunaíma (1969), película premiada de Joaquim Pedro de Andrade.
A finales de los años sesenta empezó a trabajar en televisión. Se destacó en grandes papeles dramáticos, en telenovelas escritas por Janet Clair, como Selva de pedra, Fogo sobre terra, O astro y Eu prometo, y también fue reconocida en otras como Verão vermelho, Assim na Terra como no Céu, Gabriela y Os ossos do barão.
En enero de 1982 posó desnuda para la revista Playboy.
Estuvo casada durante 17 años con Paulo José, con quien tuvo tres hijas: Bel (actriz), Ana (actriz) y Clara Kutner.
No es posible desligar su vida artística de sua activa participación en la vida cultural y política de su país, integrando movimientos en pro de la democracia o de la libertad de expresión. Su fuerte liderazgo en este campo fue tan grande que, en una clase en la Escuela Superior de Guerra, un general definió a Dina Sfat como «una líder feminista vinculada a la estrategia de poder de la extrema izquierda».
En julio de 1981, la actriz participó en una edición del programa Canal livre, en el que el entrevistado era el general Dilermando Monteiro, excomandante del Segundo Ejército. La actriz pasó todo el programa en silencio. Cuando fue convocada por el presentador para hacer una pregunta, afirmó: «Tengo miedo del general».
En 1986 se le diagnosticó un cáncer, inicialmente de seno, pero no dejó de trabajar, incluso mientras se sometía a su tratamiento. Ya con la enfermedad, viajó a la Unión Soviética y participó en un documental acerca de ese país y los primeros pasos de la Perestroika; escribió un libro ―que se publicó en 1988, poco antes de su muerte― sobre su vida y su lucha contra el cáncer, llamado Dina Sfat - Palmas pra qué te quero, junto con la periodista Mara Caballero e hizo su último trabajo en televisión, la telenovela Bebê a bordo.
Su última película fue O judeu (El judío), que se estrenó después de la muerte de la actriz.
Dina Sfat falleció a los 49 años, víctima del cáncer de mama contra el que había luchado durante años. Fue enterrada en el Cemitério Comunal Israelita do Caju.

## Trabajos

### Televisión
- 1966: Ciúme, como María Luisa (TV Tupi).
- 1966: O amor tem cara de mulher, como María Luisa (TV Tupi).
- 1967: A intrusa, como Helen / Patrícia (TV Tupi).
- 1967: Os fantoches, como Laura (TV Excelsior).
- 1969: Os acorrentados, como Isabel (Rede Record).
- 1970: Assim na terra como no céu, como Heloísa (Helô).
- 1970: Verão vermelho, como Adriana
- 1971: O homem que deve morrer, como Vanda Vidal
- 1971: Caso especial, A Pérola, como Juana
- 1972: Selva de pedra, como Fernanda
- 1973: Os ossos do barão, como Isabel
- 1973: Caso especial, As Praias Desertas, como Virgínia
- 1974: Fogo sobre terra, como Chica Martins/Anréia
- 1975: Gabriela, como Zarolha
- 1976: Saramandaia, como Risoleta
- 1976: Caso especial, Quem Era Shirley Temple?, como Shirley Temple
- 1978: Caso especial, O Caminho das Pedras Verdes, como
- 1978: O astro, como Amanda
- 1979: Os gigantes, como Paloma
- 1980: Malu mulher, A Trambiqueira, como Esmeralda
- 1982: Caso verdade, Filhos da Esperança, como Julian Taylor
- 1982: Avenida Paulista, como Paula
- 1983: Eu prometo, como Darlene
- 1984: Rabo-de-saia, como Eleuzina
- 1988: Bebê a bordo, como Laura

### Cine
- 1966: O corpo ardente[6]
- 1966: Três histórias de amor.
- 1968: Edu, coração de ouro[7]
- 1968: A vida provisória.
- 1969: Macunaíma.
- 1970: Os deuses e os mortos, como la loca[8]
- 1970: Jardim de guerra.
- 1970: Perdidos e malditos.
- 1971: O barão Otelo no barato dos bilhões.
- 1971: O Capitão Bandeira contra o Doutor Moura Brasil.
- 1971: A culpa.
- 1973: Tati.
- 1981: Álbum de familia.
- 1981: Eros, o deus do amor.
- 1982: Das tripas coração.
- 1982: O homem do pau-brasil.
- 1982: Tensão no Río.
- 1988: Fábula de la bella palomera.
- 1988: O judeu (estrenado en 1996).